# 隆务镇
隆务镇，是中华人民共和国青海省黄南藏族自治州同仁市下辖的一个乡镇级行政单位。

## 行政区划
隆务镇下辖以下地区：
隆务街社区、热贡路社区、四合吉社区、隆务村、吴屯下庄村、吴屯上庄村、加查么村、加毛村、措玉村、向朝阳村、牙浪村、依里村、阿宁村和娘洛村。

## 中国传统村落
2012年，吾屯下庄村被评为首批“中国传统村落”。

## 五屯話
五屯话是五屯人的语言，分布于隆务镇五屯下庄、五屯上庄和江查麻一帶。五屯人的服饰和附近土族接近，所以被归为土族。但五屯人自认为是藏族。